# Panda Kopanda
Panda Kopanda (パンダ・コパンダ?) es una película de animación japonesa para niños, lanzada por primera vez en 1972. Fue creada por el equipo de Isao Takahata (director), Hayao Miyazaki (escritor, diseño, diseño de escena), Yoichi Kotabe (director de animación) y Yasuo Otsuka (director de animación, diseño de personajes). Este cortometraje se estrenó en Japón en el apogeo de la locura de los pandas, iniciado en septiembre de 1972, cuando el gobierno anunció el préstamo de un par de pandas gigantes de China al zoológico de Ueno como parte de la diplomacia de los pandas.
Siendo un éxito en los teatros japoneses, sus creadores siguieron con Panda Kopanda: Amefuri Circus no Maki (パンダ・コパンダ 雨降りサーカスの巻?), que también fue un éxito. En 1974, Takahata, Miyazaki y Kotabe crearían la histórica serie de anime Heidi. En 1985, Takahata y Miyazaki fundarían Studio Ghibli. 
Panda Kopanda es conocido en Norteamérica por el título Panda! Go,  Panda! Los dos cortometrajes están disponibles en DVD y Blu-ray en Japón, y en DVD en América del Norte. 

## Trama

### Panda Kopanda
La trama sigue a Mimiko (ミミ子?), una niña brillante que se queda sola cuando su abuela se va de viaje. Haciendo algunas paradas en algunas tiendas locales, Mimiko llega a su casa en un bosque de bambú y encuentra a un panda bebé llamado Panny (Pan-Chan) durmiendo en la puerta de atrás. Rápidamente se hace amiga del pequeño panda y lo invita a tomar una copa. Su padre, PapaPanda, pronto viene de visita, y deciden convertirse en una familia después de que PapaPanda se ofrezca a ser el padre de Mimiko (Mimiko nunca tuvo padres). Los tres se adaptan a la vida juntos durante su primera noche juntos, mientras Mimiko escribe la primera de muchas cartas a su abuela (a quien prometió escribirle todos los días). 
Al día siguiente, Mimiko va a la escuela, de mala gana permitiendo que Panny lo acompañe (a pesar de que ella le dijo que se quedara en casa). En una llamada cercana, Panny termina haciendo que toda la escuela de Mimiko (excepto Mimiko) lo persiga. Al día siguiente, Mimiko recibe una visita inesperada de un policía local, que vino a ver cómo estaba. Como era de esperar, se asusta después de ver a PapaPanda. Él va a notificar al personal del zoológico local, que invita al cuidador del zoológico (que perdió a PapaPanda y Panny después de que salieron del zoológico). El cuidador del zoológico exige el regreso seguro de sus pandas, por lo que se une a la policía y al personal del zoológico en la búsqueda. 
Mientras tanto, Mimiko y su familia salen a caminar y, después de asustar a algunos matones locales, sin darse cuenta pierden a Panny después de que él baja una colina. Mimiko y PapaPanda van a buscarlo, y finalmente obtienen la ayuda de la policía local y el cuidador del zoológico en la búsqueda. Encuentran a Panny flotando en un pedazo de madera, se dirigen hacia una compuerta abierta y se apresuran a salvarlo. El mango, sin embargo, se ha oxidado, dejando a Panny en una situación peligrosa. Mimiko está muy cerca de caer en aguas peligrosas después de saltar para salvar a Panny de la muerte, pero PapaPanda los salva a ambos cerrando la compuerta. Mimiko, junto a Panny, PapaPanda, el cuidador del zoológico y la policía local, aplauden su éxito. PapaPanda, junto con Panny, regresan a trabajar al zoológico, con la condición de que puedan irse después de que los visitantes se hayan ido a pasar tiempo con Mimiko. 

### Panda Kopanda: Amefuri Circus no Maki(1973)
Las aventuras continúan en otro cortometraje del mismo personal, Panda Kopanda: Amefuri Circus no Maki (パンダ・コパンダ 雨降りサーカスの巻?). En este episodio, Mimiko y los pandas se encuentran con un maestro de ceremonias y uno de sus amigos, que estaban buscando algo en su casa. Mimiko está encantada, pensando que son ladrones, pero la familia los asusta rápidamente y huyen con miedo. La familia pronto comienza a cenar, pero Panny descubre que se ha comido su comida. De manera similar a la historia de Ricitos de Oro, Panny encuentra lo que el maestro de ceremonias estaba buscando: un tigre bebé llamado Tiny (Tora-chan). 
Después de ser asustado por Tiny, Panny (junto con toda la familia) se hace amiga del pequeño tigre. Al día siguiente, Mimiko va a preguntar por la ciudad, para ver si alguien sabe de dónde es Tiny, solo para perder a Panny y Tiny cuando Tiny va a ver a su verdadera madre. Mimiko es invitada al circo local, que es exactamente el mismo que es propiedad del maestro de ceremonias que había tratado de romper en la noche anterior, por algunos de sus amigos. Ella acepta con gusto la oferta. 
En el circo, Tiny le muestra a Panny su acto de equilibrio. Panny intenta emular el acto, pero termina siendo perseguido por los artistas de circo locales y el maestro de ceremonias. Para empeorar las cosas, Panny se estrella directamente en la jaula del tigre, donde espera la infeliz madre de Tiny. Mimiko se desliza al circo después de que alguien grita que Panny está en problemas y se encuentra con la madre de Tiny. Cambian a los cachorros (respectivamente, Panny a Mimiko y Tiny a su madre) y se hacen amigos rápidamente. El maestro de ceremonias les da entradas a Mimiko y su familia para el espectáculo, pero en el camino a casa, se desata una tormenta desagradable. Durante la noche, inunda la mayor parte de la tierra alrededor de la ciudad natal de Mimiko. 
Un grito frenético de ayuda de Tiny (en forma de un mensaje embotellado improvisado) envía a Mimiko y a su familia a buscarlo. Aprenden del maestro de ceremonias que el tren tiene todos los animales, y está atrapado en el medio de la nada. Mimiko y su familia van a liberar a los animales, lo que logran hacer, pero sin querer provocan el arranque del tren (debido a las payasadas juguetonas de Panny y Tiny). El tren se sale de los rieles y termina en un curso de colisión con la casa del alcalde. Sin embargo, PapaPanda detiene el tren, y Mimiko y su familia se convierten en héroes de la ciudad. La película concluye con Mimiko y su familia de pandas disfrutando de un día en el circo. 

## Producción
En 1971, Takahata, Miyazaki y Kotabe abandonaron el estudio Toei Animation para unirse a su compañero animador y mentor Otsuka en el estudio A Productions, con la esperanza de crear una serie animada basada en Pippi Longstocking de Astrid Lindgren. Después de un extenso trabajo de preproducción, el trío viajó a Suecia para pedir permiso a Lindgren; su solicitud fue rechazada rotundamente. 
Rechazados, Takahata y Miyazaki se unieron a Otsuka en la serie de televisión Lupin III: parte I como el "equipo de directores de A-Pro". Después de la cancelación de Lupin en 1972, el equipo revisó el proyecto Pippi Longstocking y reelaboró muchas de sus ideas y elementos de la historia en el cortometraje teatral Panda Kopanda . La película, así como su continuación, Rainy Day Circus, fue el cortometraje de apertura de las películas Godzilla de Tōhō, donde fue recibida calurosamente por el público. 
El animador Yoshifumi Kondō, quien también trabajó en Lupin 3, sirvió como animador clave en las dos películas de pandas, especialmente en una escena en Rainy Day Circus donde Mimi y los pandas montan en una cama a través de un río inundado. Kondo desempeñaría un papel valioso en muchas películas posteriores de Takahata y Miyazaki, incluidas Ana de las Tejas Verdes, La tumba de las luciérnagas y Susurros del corazón . 

## Citas e influencias
Las películas de Panda Kopanda, como todas las obras de Isao Takahata y Hayao Miyazaki, contienen una serie de "riffs" o tomas directas citadas en otras películas. 
Panda Kopanda:
- Algunos consideran a los pandas de Panda Kopanda como los precursores de los Totoros,[2][3] comparten muchas similitudes de diseño y animación, especialmente el personaje de Papa Panda. Mimiko, la niña, puede ser vista como un prototipo de Mei y Satsuki de Totoro.

- Las coletas rojas de Mimiko están inspiradas directamente en Pippi Longstocking. Miyazaki volvería a rendir homenaje en sus películas El castillo en el cielo, Porco Rosso y Yadosagashi.

- Las paradas de manos de Mimiko se citan muchas veces en Heidi, Girl of the Alps, 3000 Leagues in Search of Mother y Future Boy Conan.

- El salto del Bebé Panda sobre el cofre de Papa Panda se cita directamente en Mi Vecino Totoro. El mismo Papa Panda tiene un gran parecido con Totoro.

- En la escena de apertura de Mi vecino Totoro, se cita directamente el disparo de un policía que pasaba en bicicleta junto a un camión (bromea Satsuki, "Pensé que era un policía").

- Una foto de Mimiko corriendo por su casa se cita en Mi Vecino Totoro mientras Satsuki y Mei corren alrededor de su casa.

- El enorme chapoteo de agua de Papa Panda en el lago se cita en Lupin III: Castillo de Cagliostro .

- Una toma panorámica de una multitud en el zoológico incluye cameos de Lupin y Jigen, así como miembros del personal de producción. Se puede ver a Hayao Miyazaki en gafas que llevan a uno de sus hijos sobre su hombro.

- La toma final de Mimiko y los pandas caminando hacia la puesta del sol cita la toma final en La gran aventura de Horus, Príncipe del Sol .

Amefuri Circus no Maki:
- Las escenas de una ciudad inundada aparecen nuevamente en Gake no ue no Ponyo.

- Una foto de Baby Panda escalando un techo cita directamente una foto de la película animada de Toei de 1969, El Gato con Botas.

- En Nausicaa del Valle del Viento, se cita una foto de manos extendidas persiguiendo al Bebé Panda.

- Se hace referencia a los trenes que continúan corriendo a través de inundaciones repentinas en Spirited Away .

## Video casero
En Norteamérica, Panda Kopanda está disponible en DVD, bajo el título "Panda! Go Panda! ", Cortesía de Discotek Media. En Japón, la película está disponible como DVD independiente y Blu-ray en la etiqueta Ghibli Ga Ippai de Studio Ghibli, e incluida en el set de la caja Blu-ray 2015, The Collected Works del director Isao Takahata. Los subtítulos en inglés están incluidos en los lanzamientos japoneses. 